# Seiji Tsutsumi (Fußballspieler)
Seiji Tsutsumi (japanisch 堤 聖司 Tsutsumi Seiji; * 4. August 2002 in der Präfektur Ōita) ist ein japanischer Fußballspieler.

## Karriere
Seiji Tsutsumi erlernte das Fußballspielen in den Schulmannschaften der Soda Secundary School, der Oita Jr High School sowie in der Oita High School. Seinen ersten Vertrag unterschrieb er am 1. Februar 2021 beim Fukushima United FC. Der Verein aus Fukushima, einer Stadt in der gleichnamigen Präfektur Fukushima, spielte in der dritten japanischen Liga. Von August 2021 bis Saisonende wurde er an den Ococias Kyoto AC ausgeliehen. Der Verein aus Kyōto spielte in der Kansai Soccer League. Nach der Ausleihe kehrte er Ende Januar 2022 nach Fukushima zurück. Sein Drittligadebüt gab Seiji Tsutsumi am 17. April 2022 (6. Spieltag) im Heimspiel gegen den SC Sagamihara. Hier wurde er in der 90.+5 Minute für Hikaru Arai eingewechselt. Fukushima gewann das Spiel durch ein Tor von Jun’ya Takahashi mit 1:0. Nach insgesamt zehn Drittligaspielen wechselte er im Januar 2024 zum Fünftligisten Nippon Steel Oita. Mit dem Verein spielt er in der Kyushu Soccer League.